# Y

Litera Yy scrisă cu fontul „School Script Dashed”.

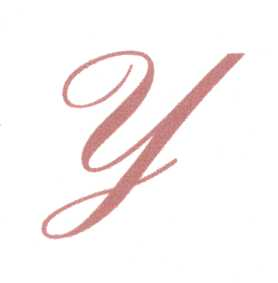
Majuscula Y

Minuscula y

Y (pronunție: „igrec”) este a douăzeci și cincea literă din alfabetul latin și a treizecea din alfabetul limbii române. Această literă a fost pentru prima data utilizată în alfabetul grec, unde se găsește Υ, υ (ύψιλον, Ipsilon; pronunție: /i/, modern sau /yː/ antic). Este folosită mai mult în limbile engleză, franceză, turcă, spaniolă etc. În limba română este folosită numai pentru scrierea unor nume proprii și în neologisme cu caracter internațional.

## Alte reprezentări
| Alfabetul fonetic NATO | Codul Morse |
| Yankee                 | –·––        |

|                                                 |                     | ⠽       |
| Sistemul de semnalizare maritimă internațională | Alfabetul semaforic | Braille |